# KIA (Hai)
KIA ist ein Verwaltungsbezirk (Ward) des Distrikts Hai in der tansanischen Region Kilimandscharo.

## Geografie
KIA liegt im Nordosten von Tansania etwa 30 Kilometer Luftlinie westlich der Regionshauptstadt Moshi südlich der Nationalstraße T2. Der Name des Bezirks ist die Abkürzung für „Kilimanjaro International Airport“, dem Flughafen Kilimanjaro.
Der Bezirk grenzt im Norden an Ormelili und Donyomurwak des Distrikts Siha, im Nordosten an Bomang'ombe, im Osten an Muungano, Bondeni und Masama Rundugai, im Süden an Naisinyai des Distrikts Simanjiro und im Westen an Majengo und Malula der Region Arusha.
Bei der Volkszählung 2022 lebten 12.732 Menschen in 2968 Haushalten auf einer Fläche von 143 Quadratkilometern.

## Gliederung
Der Bezirk besteht aus drei Gemeinden (Mtaa) mit 15 Orten (Kitongoji):
| Tindigani - Tindigani - Bonza - Ukambani - Umasaini | Sanya Station - Sokoni - Palestina - Railway - Road Toll - Darajani | Mtakuja - Shaurimoyo - Kigugumo - Makao mapya - Upareni - Ukambani - KIA |

## Wirtschaft und Infrastruktur
- Bildung: Im Bezirk gibt es mit der KIA Secondary School eine öffentliche weiterführende Schule, die Jugendliche bis zur 4. Stufe ausbildet.[7]
- Gesundheit: In jeder der drei Gemeinden Tindigani, Sanya Station und Mtakuja liegt eine staatliche Apotheke.[8][9][10]
- Straße: Die Grenze im Norden entlang verläuft die asphaltierte Nationalstraße T2, die Arusha mit Moshi verbindet.[2]
- Flughafen: Im Bezirk liegt der Internationale Flughafen Kilimanjaro.[11]